# Бансько-Село
45°25′ пн. ш. 15°32′ сх. д. / 45.42° пн. ш. 15.54° сх. д.
Бансько-Село (хорв. Banjsko Selo) — населений пункт у Хорватії, у Карловацькій жупанії у складі громади Барилович.

## Населення
Населення за даними перепису 2011 року становило 144 осіб.
Динаміка чисельності населення поселення: